# Abaíra
Abaíra là một đô thị thuộc bang Bahia, Brasil. Đô thị này có diện tích 578,36 km², dân số năm 2007 là 8776 người, mật độ 15,17 người/km².